# Barbara Kwiecińska
Barbara Kwiecińska (ur. 7 stycznia 1935 w Chorzowie) – polska geolog, profesor doktor habilitowana inżynier Akademii Górniczo-Hutniczej im. Stanisława Staszica w Krakowie.

## Życiorys
W 1957 ukończyła studia na Akademii Górniczo-Hutniczej im. Stanisława Staszica w Krakowie, a następnie przez rok pracowała na Politechnice Śląskiej. W 1958 rozpoczęła pracę naukową na macierzystej uczelni, gdzie zajmowała się geologią i petrologią węgla. W latach 1995–2005 była członkiem rady naukowej Zakładu Karbochemii PAN w Gliwicach, w latach 2002-2006 kierowała Zakładem Geologii Złóż Węgla w AGH. Utrzymywała ścisłe kontakty naukowe z Instytutem Geologii Stosowanej Politechniki Śląskiej, dzięki wstawiennictwu dr. Kazimiery Hamberger została przyjęta w poczet członków Międzynarodowego Komitetu Petrologii Węgla (ICCP). Dorobek naukowy prof. dr. hab. inż. Barbary Kwiecińskiej obejmuje 152 publikacje, była promotorem 4 doktoratów.